# Microtendipes lentiginosus
Microtendipes lentiginosus är en tvåvingeart som beskrevs av Freeman 1955. Microtendipes lentiginosus ingår i släktet Microtendipes och familjen fjädermyggor. Inga underarter finns listade i Catalogue of Life.